# M5 SNCB
Pour les articles homonymes, voir M5.
Les M5 sont des voitures à double étage appartenant à la SNCB. Ces voitures sont en grande partie utilisées dans la desserte de trains P (trains d'heure de pointe) entre les principales villes du pays et la capitale et ne font donc qu'un aller-retour par jour, en semaine uniquement. Certaines rames seront utilisées pour renforcer l'offre Intercity (relation IC-33 et IC-31, ex IC-N) entre Bruxelles et Anvers depuis le début des années 2000.

## Genèse
Face au succès des voitures à deux étages en service en France (Voiture de banlieue à deux niveaux) depuis 1975 qui offrirent une augmentation appréciable de la capacité, la SNCB fit construire des voitures aux caractéristiques proches pour assurer le service sur les itinéraires les plus saturés.

## Caractéristiques

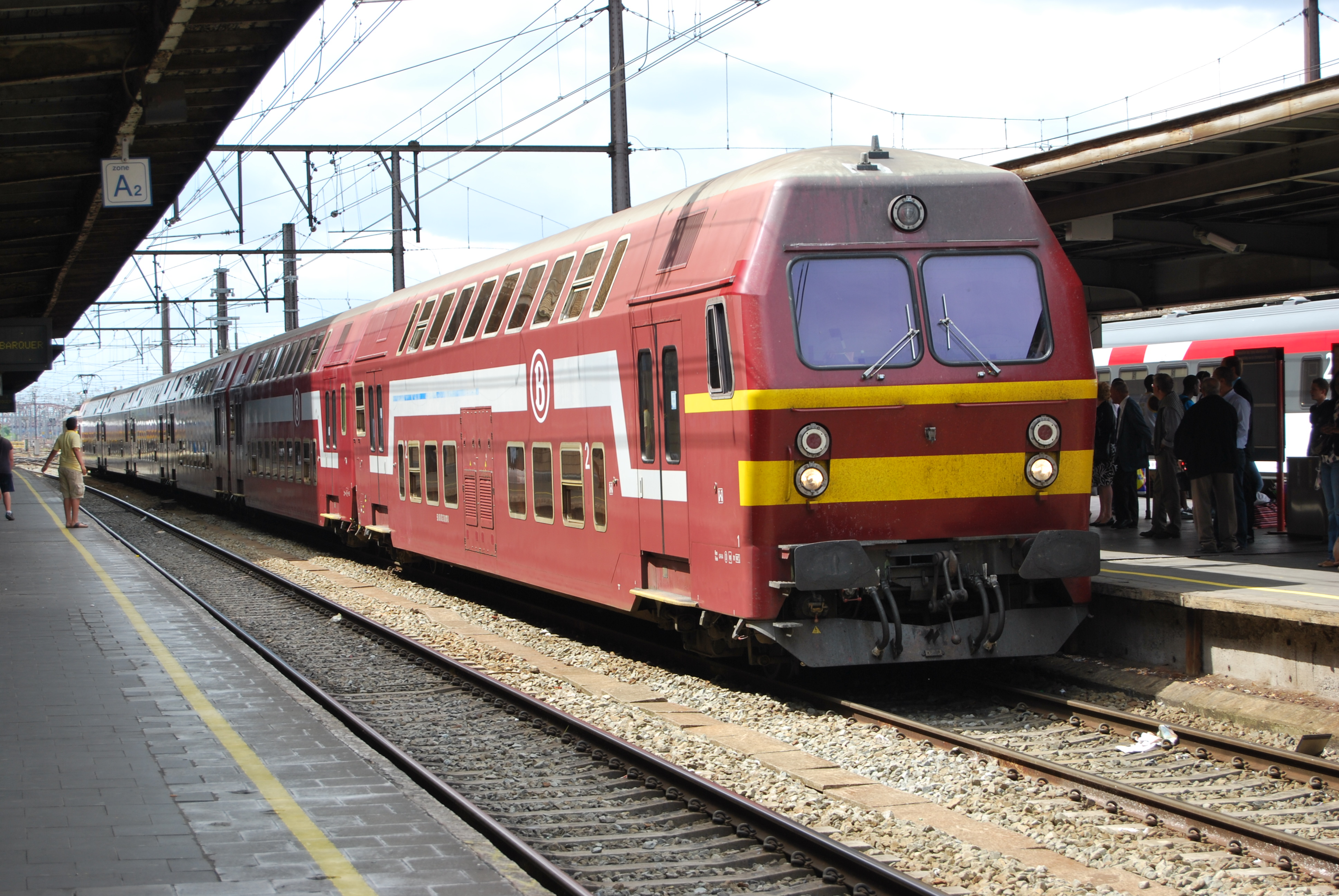
Voiture-pilote non rénovée

Ces voitures roulent sur des bogies Y 36 et sont uniquement utilisées en rames réversibles. Seule la voiture-pilote est munie d’un convertisseur de courant qui convertit le 3000 V continu capté par la locomotive en courant pour l’éclairage et le chauffage de toutes les voitures de la rame. C’est également dans la voiture-pilote que se trouvent les batteries.
Leur gabarit est plus réduit que celui de leurs cousines françaises notamment au niveau du deuxième étage.
Leur confort spartiate leur a rapidement valu des surnoms peu flatteur de "bétaillères". Notamment vu l'absence de portes entre les passerelles et les compartiments, de tablettes, cendriers, de porte-bagages ou de climatisation, le système d'ouverture des fenêtres composé d'une manivelle fragile placée sur un large barreau horizontal à hauteur des yeux, l'espacement entre sièges fort réduit (et identique dans les deux classes), la raideur de l'accès aux passerelles depuis les quais (alors que l'étage inférieur aurait permis un accès de plain-pied) ou encore l'espace réduit côté vitre de l'étage supérieur en raison de l'inclinaison importante de parois latérales calculées au plus juste du gabarit.
À l'origine, les voitures M5 circulent généralement avec des locomotives des séries 21 et 27 (avec lesquelles elles sont compatibles en matière de rames réversibles) et de séries 15, 18 et 20 (rames non réversibles). Depuis début 2009, les locomotives série 15 sont radiées et n'assurent plus un seul train voyageurs.

## Modernisation
Lors de l'acquisition de la génération suivante de voitures à deux niveaux (les voitures M6), la différence de confort n'en fut que plus flagrante. La SNCB hésita alors sur le sort des M5 dont la conception laissait peu de possibilités de remise à niveau. On évoqua leur mise en vente...
Le 31 août 2006 toutefois, la SNCB publie un avis de marché pour leur rénovation (visant principalement la fourniture des éléments qui permettront celle-ci) qui démontra qu'une modernisation était de loin moins chère que l'acquisition de nouvelles voitures. En 2007, Bombardier Transportation décroche ce marché pour un montant de 50 millions d'euros (réalisation entre 2008 et 2011) et réalise des prototypes, alors que le reste de la série sera transformée à l'atelier SNCB de Cuesmes.

## Fiche technique
133 voitures M5 ont été mises en service entre 1985 et 1986.
- 100 de type B (seconde classe), numérotées 52501 à 52600 (UIC : 50 88 26-38 001 à 100);
- 15 de type A (première classe), numérotées 51501 à 51515 (UIC : 50 88 16-38 001 à 015);
- 18 de type BDx (voitures-pilotes de seconde classe avec fourgon), numérotées 59951 à 59968 (UIC : 50 88 82-38 001 à 018)

A l'occasion de leur rénovation, l'immatriculation SNCB et UIC des voitures A et BDx a été revue :
- type A : numérotées 53501 à 53515 (UIC : 50 88 36-38 001 à 015);
- type BDx : numérotées 59951 à 59968 (UIC : 50 88 86-38 001 à 018)

Elles avaient, avant leur rénovation, des tares respectives de 44, 49 et 44 tonnes (la voiture pilote héberge le convertisseur statique chargé de fournir la basse tension aux autres voitures, raison pour laquelle elles sont obligatoires dans chaque rame), et peuvent circuler à une vitesse de 140 km/h. Vu la nature de leur service, elles sont généralement stationnées à Schaerbeek, à Forest-Voitures et à Kinkempois en journée, alors qu'elles passent la nuit en « province » (Zottegem, Jemelle, Huy, Tournai, Ronet).

## Rénovation
Le 11 mai 2009, la SNCB a donc mis en service la première rame de voitures rénovées (sur un train P Tournai - Schaerbeek). La différence est très nette, de sorte que la direction de la SNCB les qualifie de "M6 light".
S'il n'a pas été possible de les climatiser, elles ont néanmoins bénéficié des améliorations suivantes : 
- passage de 2+2 à 2+1 sièges par rangées à l'étage supérieur afin de dégager l'espace occupé par les pans inclinés ;
- remplacement des banquettes en simili par des sièges individuels en tissu identiques à ceux des voitures M6.
- espace augmenté entre chaque siège (avec comme inconvénient que l’alignement avec les fenêtres n’est plus exact)
- suppression d'une rangée de sièges par niveau, afin d'augmenter l'espace entre rangées ;
- remplacement des fenêtres par des exemplaires à imposte basculante (dégageant quelque peu le champ de vision des voyageurs) ;
- placement de porte-bagages longitudinaux et de porte-bagages supplémentaires en position basse au deuxième étage
- installation de tablettes fixes ou rabattables et de quelques prises de courant dans chaque classe
- placement de portes de séparation à ouverture automatiques entre passerelles et escaliers d'accès aux deux niveaux

Un recâblage complet, avec notamment un convertisseur statique dans chaque voiture était initialement prévu, ce qui aurait permis de libérer un espace multifonctionnel (vélos, bagages, chaises roulantes) dans la voiture pilote. La suppression du convertisseur statique unique n'a finalement pas eu lieu, mais un espace multifonctionnel a bien été créé dans l'une des salles de la voiture-pilote.
Elles sont à cette occasion repeintes pour s'accorder avec la livrée actuelle des voitures de la SNCB.

## Galerie de photographies

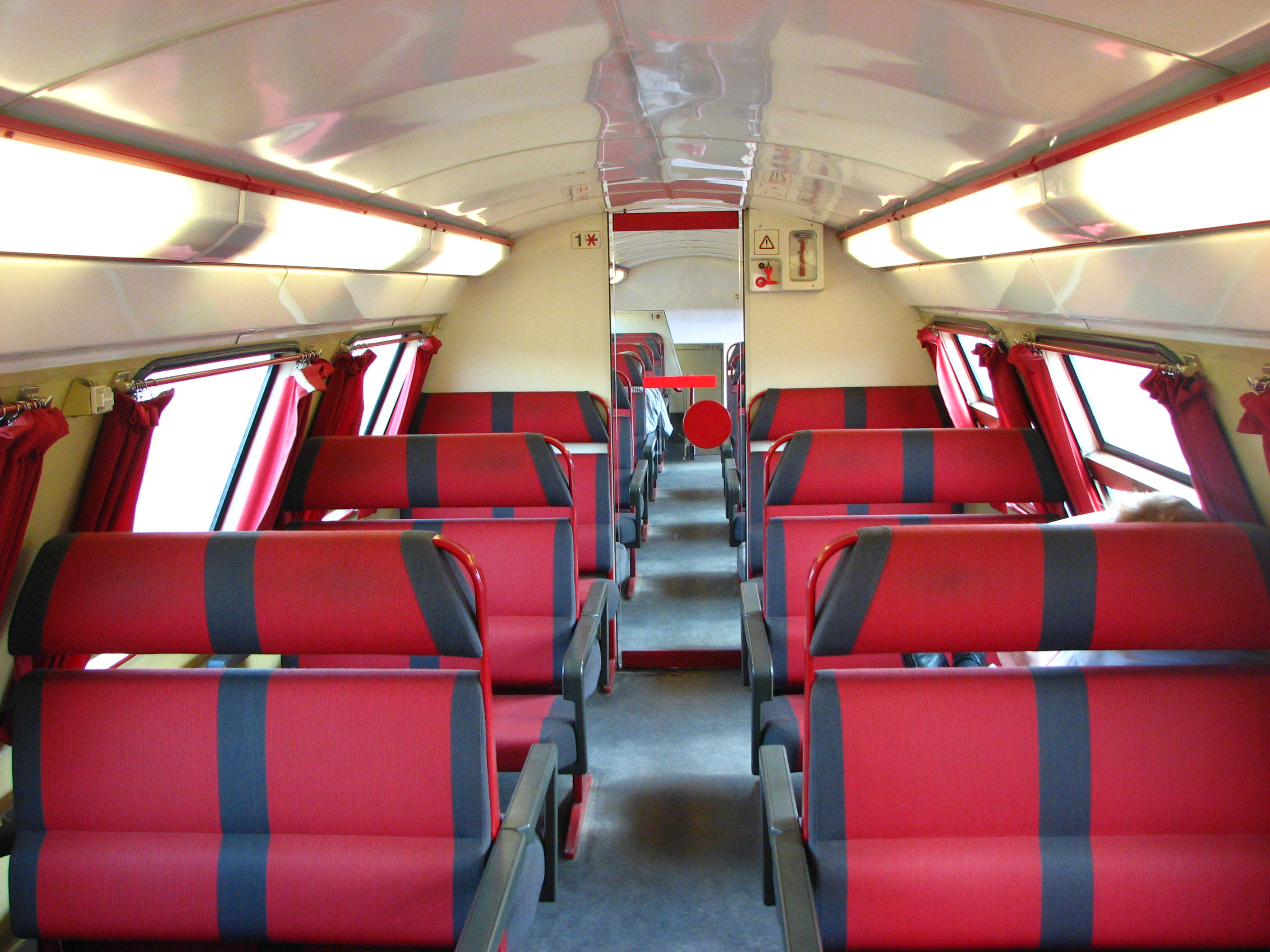
Salle supérieure de première classe avant rénovation.
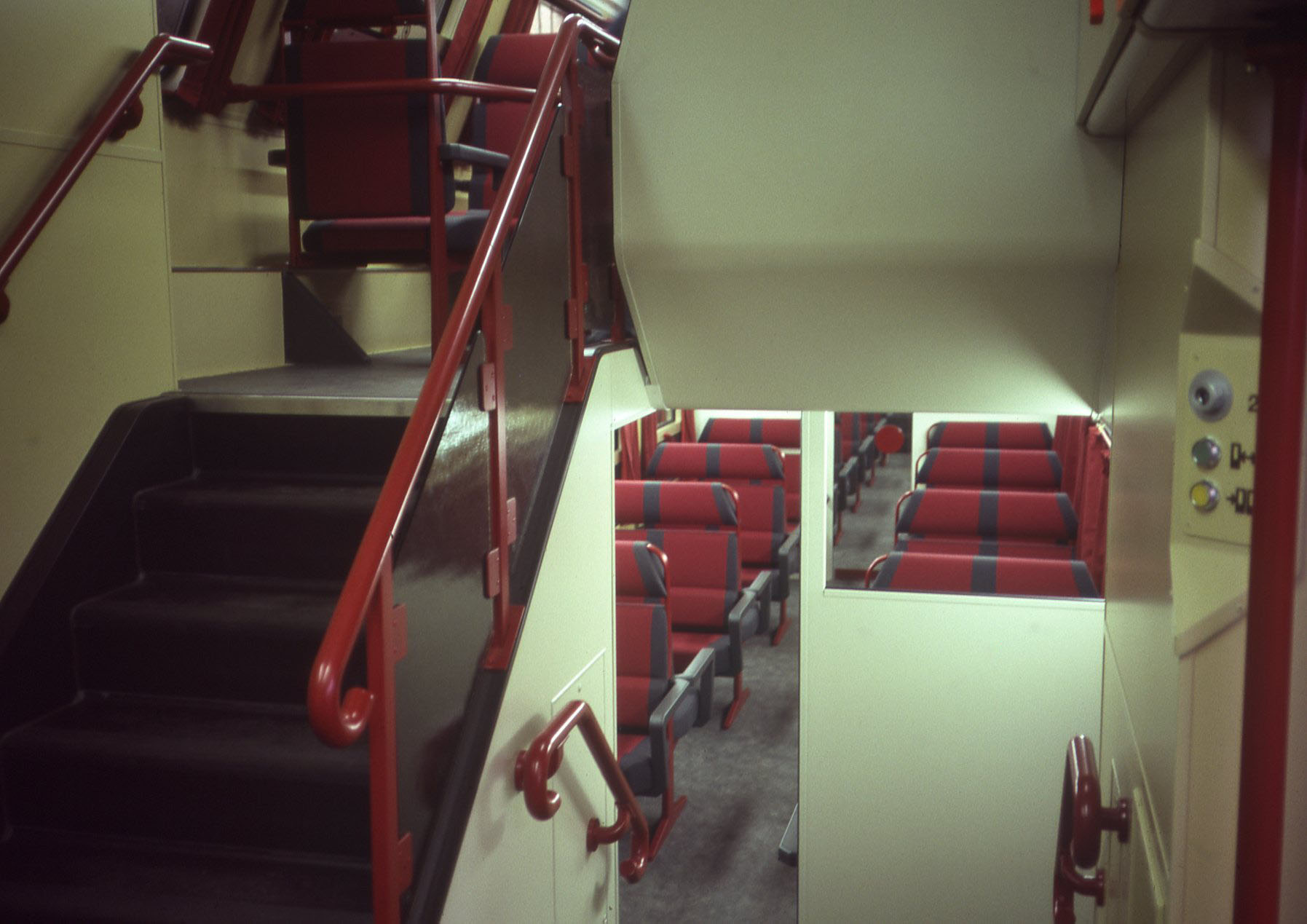
Plate-forme et escaliers d’une voiture non rénovée.
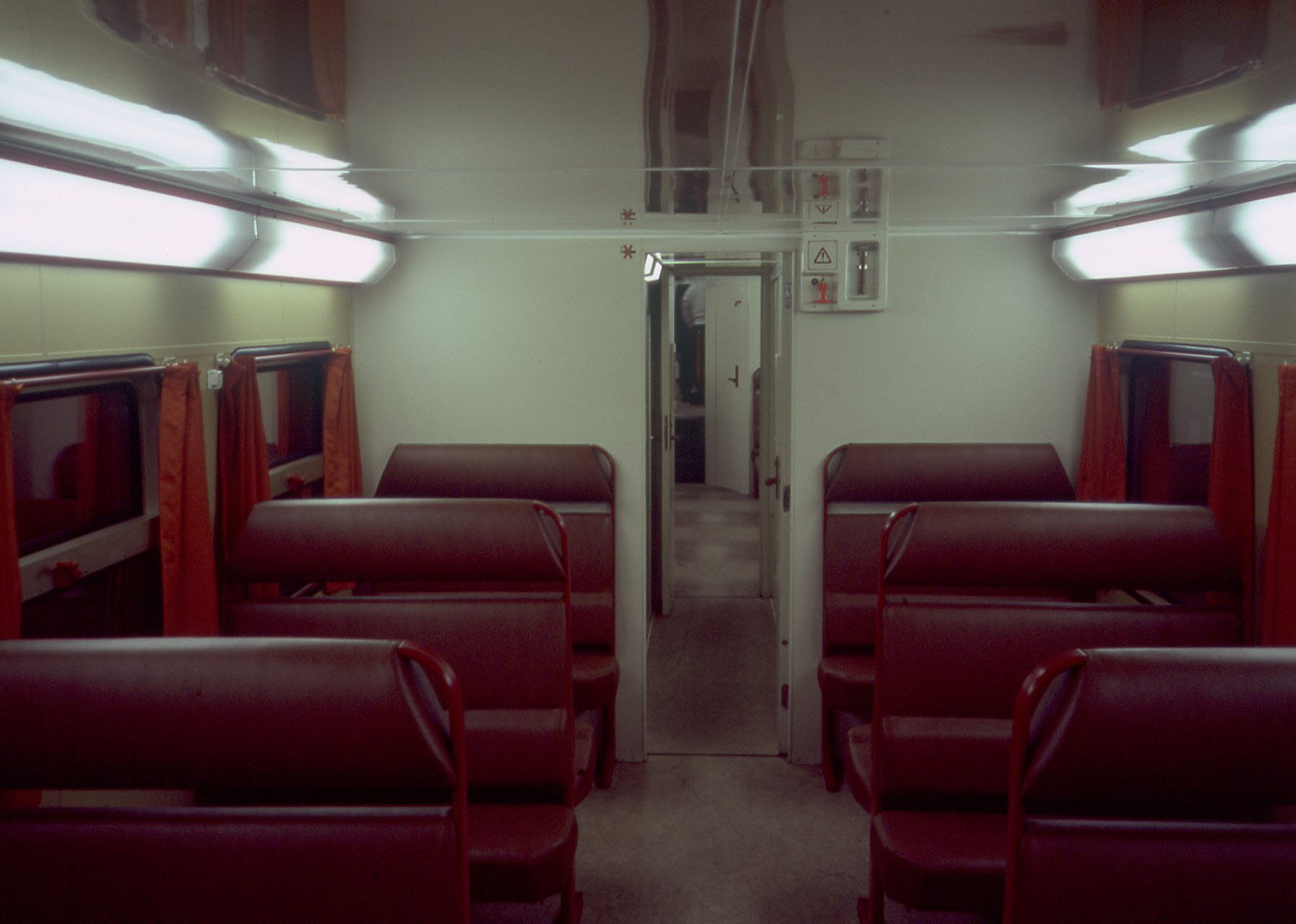
Salle inférieure de seconde classe.

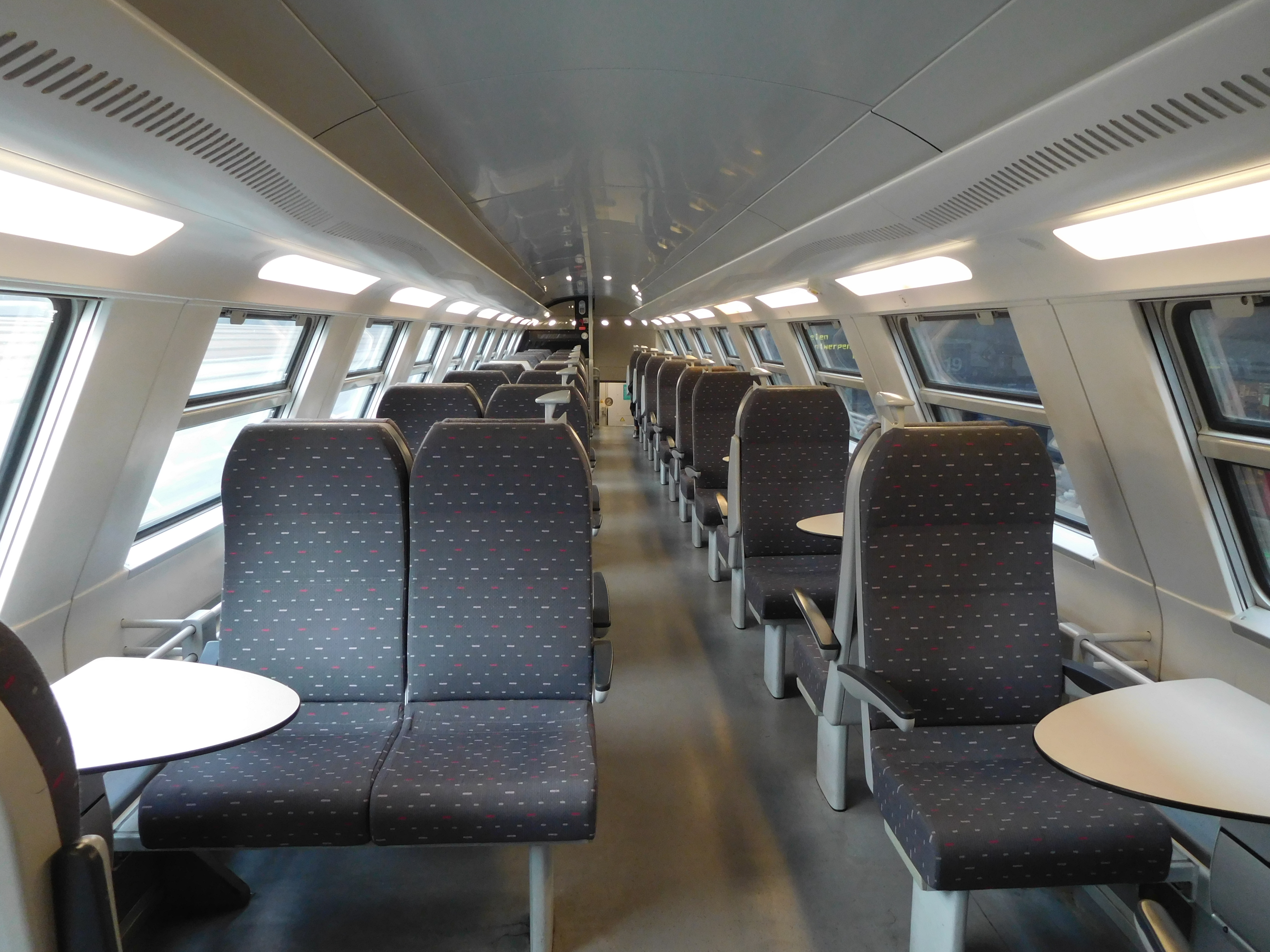
Salle supérieure après rénovation (seconde classe).
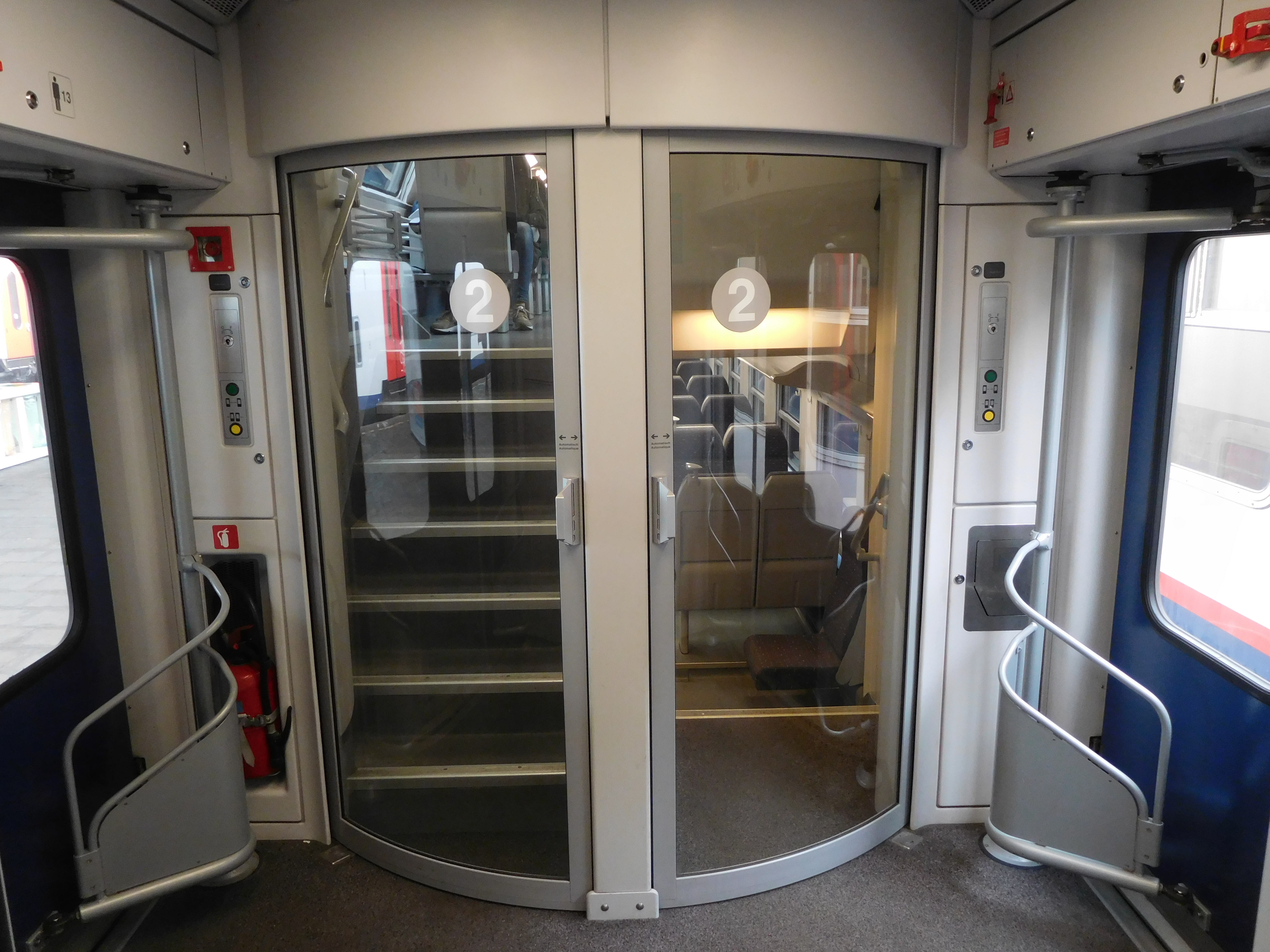
Plate-forme et escaliers d’une voiture rénovée.
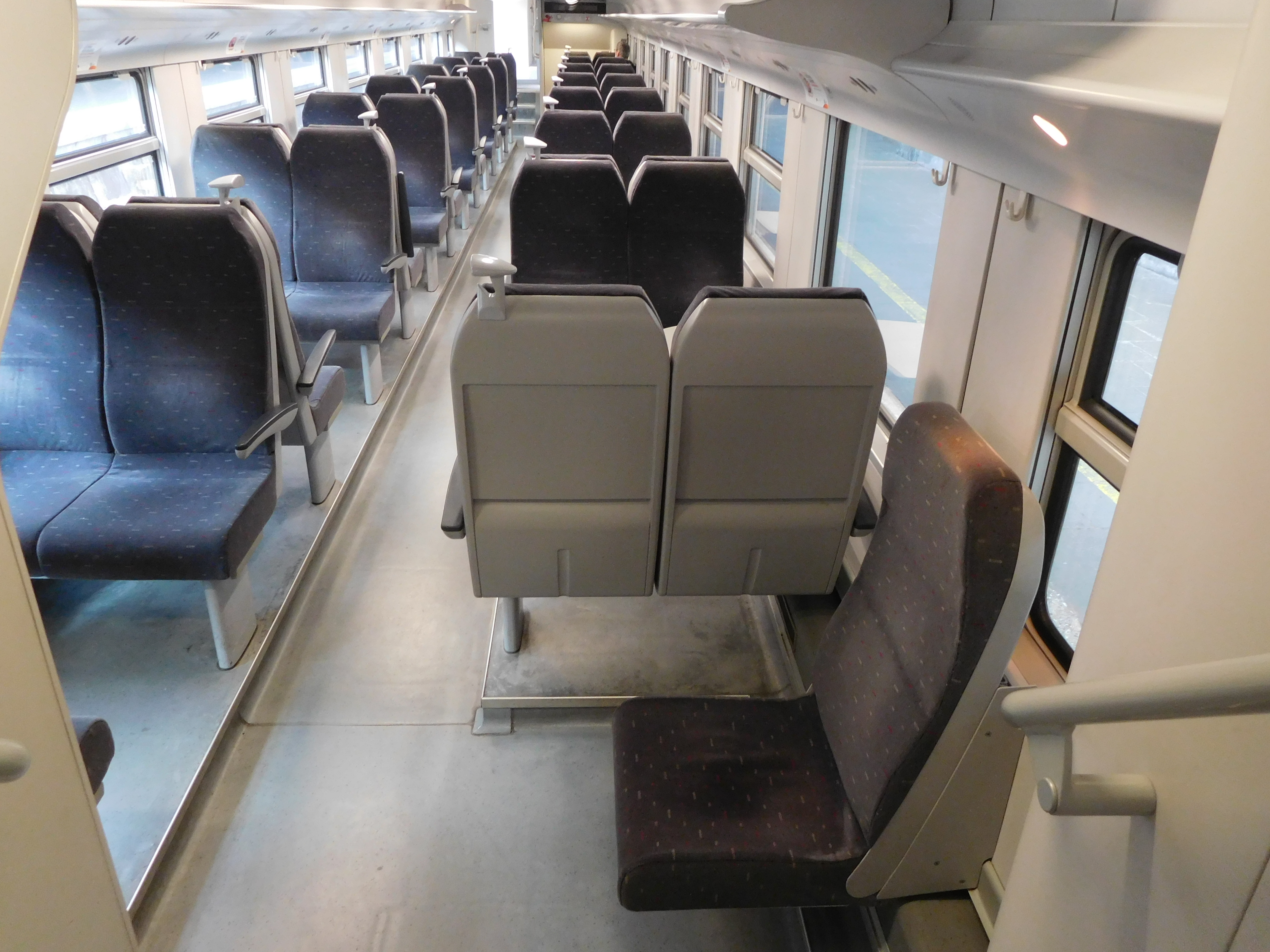
Salle inférieure de première classe après rénovation.

## Services effectués
Actuellement, dans le cadre du plan de transport du premier semestre de 2021, ces voitures sont utilisées en semaine sur des IC-22 et IC-IC-31 : Bruxelles-Midi - Malines - Anvers-Central ainsi que sur les IC-13 Schaerbeek-Courtrai et IC-10 Hamont-Mol-Anvers via la ligne 19 nouvellement électrifiée.
On peut également les voir sur plusieurs trains P :
- deux paires de trains Genk / Hasselt - Bruxelles-Midi ;
- deux paires de trains Courtrai - Schaerbeek ;
- deux trains entre Mons ou Quièverain et Bruxelles-Midi (avec Quévy comme terminus au retour) ;
- une paire de trains Rochefort-Jemelle - Bruxelles-Midi.

Les dimanches soir en période scolaire ces véhicules sont seulement utilisés sur quatre trains P :
- Mouscron - Louvain-La-Neuve (via Ath et Bruxelles) cependant il arrive souvent qu'en cas de travaux entre Ath et Hal ces trains soient dévié via Soignies et Braine-Le-Comte en effectuant un arrêt exceptionnel à Braine-Le-Comte[4];
- Binche - Louvain-La-Neuve (via Braine-Le-Comte et Bruxelles)[5] ;
- Mol - Hamont / Hamont - Mol - Lierre - Malines - Louvain (Heverlee).

## Sources